# Richard Goblet d'Alviella
Richard graaf Goblet d'Alviella (Ukkel, 6 juli 1948) is een Belgisch bedrijfsleider en bestuurder.

## Levensloop

### Familie
Graaf Richard Goblet d'Alviella, een telg uit het geslacht Goblet d'Alviella en een directe afstammeling van de Belgische militair en eerste minister Albert Goblet d'Alviella, is een zoon van Jean graaf Goblet d'Alviella, burgemeester van Court-Saint-Étienne, en June Deidre Corfield. Hij is een oudere broer van diplomaat en burgemeester Michaël Goblet d'Alviella. Zijn grootvader was Conrad Corfield, een Brits ambtenaar en de persoonlijke secretaris van Louis Mountbatten.
Hij trouwde in 1971 met Véronique d'Oultremont met wie hij vijf kinderen heeft. Hij woont op het kasteel van Court-Saint-Étienne, de gemeente waarvan zijn broer burgemeester is.

### Carrière
Goblet d'Alviella studeerde af als handelsingenieur aan de Université libre de Bruxelles en behaalde een MBA aan de Harvard-universiteit in de Verenigde Staten. Hij werkte vervolgens als bankier in Londen en New York, onder meer voor de Amerikaanse investeringsbank Paine Webber, vooraleer hij aan de slag ging bij Sofina, de familiale investeringsvennootschap van de familie Boël. Zijn dochter Valentine is gehuwd met Charles-Antoine Janssen, zoon van industrieel Daniel Janssen en familiaal verwant aan de familie Boël. In 1989 werd hij er gedelegeerd bestuurder. Goblet d'Alviella was tevens voorzitter van de raad van bestuur van Sofina tot hij in 2014 door de Brit David Verey werd opgevolgd. Sindsdien is hij erevoorzitter van Sofina.
Hij is of was bestuurder van verschillende ondernemingen, waaronder Caledonia Investments, Danone, Delhaize Groep, Eurazeo, Finasucre, Glaces de Moustier-sur-Sambre, SES, Suez-Tractebel en Union Financière Boël.